# Orde de la Immaculada Concepció
|  | No s'ha de confondre amb Concepcionistes Missioneres de l'Ensenyament. |

L'Orde de la Immaculada Concepció (en llatí Ordo Immaculatae Conceptionis) és un orde religiós de monges dedicades a la vida contemplativa fundat a Toledo per Beatriu de Silva (1424-1491). Les monges posposen al seu nom les sigles O.I.C. Les concepcionistes són monges d'estricta clausura, dedicades a la pregària contemplativa. El seu hàbit consta d'una túnica i escapulari blancs, un vel negre i una capa blava.
Al final de] 2005 l'orde tenia 153 monestirs i 1.950 monges i novícies. Cada monestir és autònom i és dirigit per una abadessa; n'hi ha a Espanya, Portugal, Bèlgica, Brasil, Argentina, Colòmbia, Equador, Mèxic, Guinea Ecuatorial i l'Índia.

## Orígens i fundació

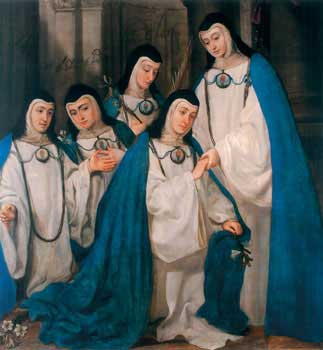
Professió de cinc monges concepcionistes, quadre de Juan Carreño de Miranda, s. XVII

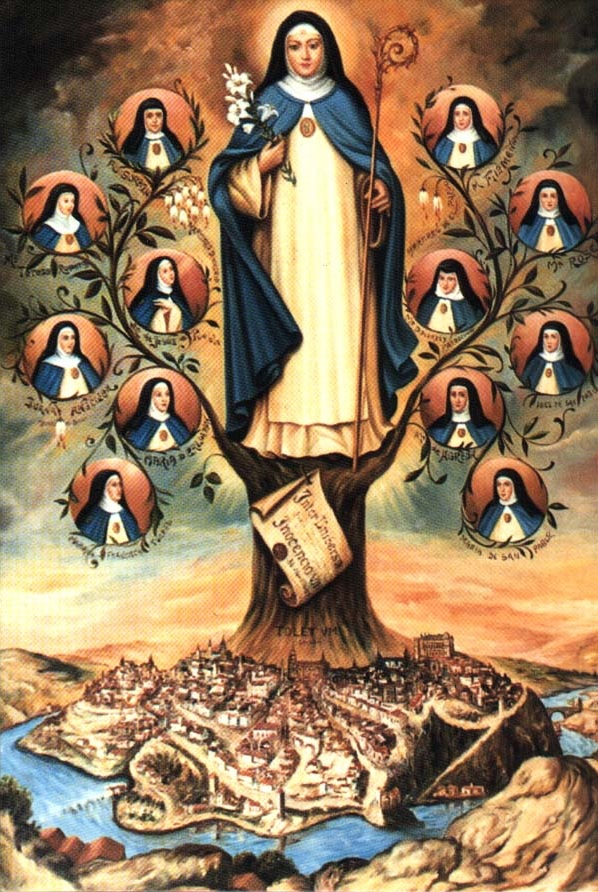
Arbre de l'orde concepcionista, amb les monges destacades de la seva història (al mig, la fundadora, sobre Toledo); pintura de mitjan segle XX

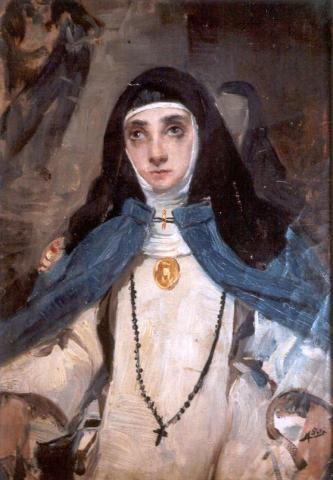
Sor María Jesús de Ágreda, per Maximiano Peña

Beatriu de Silva, de noble família portuguesa, va retirar-se de la vida cortesana en 1454, arran d'un vot fet a la Mare de Déu: Beatriu deia que la Mare de Déu li havia salvat la vida a canvi que ella fundés un institut religiós dedicat a la devoció de la Immaculada Concepció. Va retirar-se, sense prendre l'hàbit, al monestir de monges dominiques de Santo Domingo el Real de Toledo.
El 1484 es traslladà, amb dotze religioses més, al palau de Galiana, a Toledo, un edifici que li va cedir Isabel I de Castella perquè hi fundés la seva comunitat de la Immaculada. La fundadora volia que l'orde tingués una regla, un hàbit i un rés propis: amb el suport de la reina Isabel, va obtenir l'aprovació de les constitucions, redactades per ella mateixa. El monestir, sota l'advocació de la Santa Fe, i la seva constitució van ser aprovats per Innocenci VIII el 30 d'abril del 1489 amb la butlla Inter universa, però donant-los la regla cistercenca i la potestat de tenir constitucions pròpies, sempre que no contradiguessin la regla. Les monges s'obligaven a recitar diàriament l'ofici de la Immaculada i es posaven sota la jurisdicció de l'ordinari de la diòcesi.
Una llegenda diu que la butlla d'aprovació que venia de Roma viatjava en un vaixell que va naufragar, però que Beatriu va poder trobar-la miraculosament a la seva cel·la del convent de Santa Fe, a Toledo. Van passar mesos fins que aquest document va ser reconegut com a vàlid i es va fer públic. Finalment, quan tot està preparat per a establir el nou orde, amb la professió solemne de la fundadora, aquesta va morir, amb 69 anys, l'agost de 1491.

## Entrada a la família franciscana
En morir les monges dominiques van intentar que la nova comunitat concepcionista s'integrés a la dominicana. Juan de Tolosa, franciscà, va intervenir i va evitar que l'Orde de la Immaculada Concepció desaparegués, però arran de la reforma monàstica del cardenal Cisneros, la butlla Ex supernae providentia del 19 d'agost de 1494, del papa Alexandre VI va imposar a les monges que adoptessin la regla de les clarisses i restessin sota la direcció dels frares menors observants. L'orde passà, així, a la família franciscana, tot i que Beatriu, expressament havia volgut que l'orde tingués una regla pròpia i no havia tingut cap relació amb els franciscans.
En 1496, el monestir concepcionista va quedar unit a la comunitat benedictina de San Pedro de las Dueñas, que seguia la regla de Santa Clara, i va estar a punt de desaparèixer. El cardenal Cisneros va separar les dues comunitats i va traslladar el convent de Santa Fe al que havien ocupat els franciscans, que va esdevenir la casa mare de l'orde: el Convent de la Concepció de Toledo. El suport que va donar el cardenal al nou monestir feu possible que sobrevisqués i, en poc temps, hi hagués noves fundacions concepcionistes.
El 17 de setembre de 1511, el decret Ad statum prosperum de Juli II, a instàncies de Ferran II d'Aragó, va reconèixer les concepcionistes com a orde religiós autònom, encara que vinculat a l'òrbita franciscana. Des de llavors són també conegudes com a concepcionistes franciscanes. El 1616 van rebre unes noves constitucions redactades pel cardenal Francisco de Quiñones.
A partir d'aquest moment l'orde comença a difondre's. En 25 anys s'havien fundat 25 convents, alguns dels quals eren beateris que abraçaven el nou orde. Es va estendre per tot Espanya i Amèrica, essent la primera fundació americana la de Mèxic, de 1540, que va ser el primer monestir de vida contemplativa del nou continent.

## Retorn al carisma original
No serà fins després del Concili Vaticà II (que amb el decret Pefectae Charitatis sobre la renovació dels ordes religiosos i el deure dels religiosos de seguir el carisma fundacional de cada orde) que l'orde inicia un moviment de retorn al carisma original. La mare Mercedes de Jesús Egido (1935-2004) va ésser-ne la principal impulsora. A més, van trobar-se a l'Arxiu Vaticà les cartes originals de Santa Beatriu i es va veure que havien estat manipulades pels franciscans per a fer que l'orde quedés sota el seu control.
Per tot això, el 8 de setembre de 1996 es va aprovar la possibilitat que els monestirs concepcionistes que volguessin podien desvincular-se de l'Orde de Frares Menors sense deixar, per això, d'ésser de l'Orde de la Immaculada Concepció. Va haver-hi monestirs que van fer-ho, tornant a la regla cistercenca original i d'altres que es mantingueren amb la regla de Santa Clara.